# Ananteris claviformis
Espèce
Ananteris claviformis est une espèce de scorpions de la famille des Ananteridae.

## Distribution
Cette espèce est endémique de l'État de Táchira au Venezuela. Elle se rencontre vers Pedro María Ureña.

## Systématique et taxinomie
Cette espèce a été décrite par González-Sponga en 2006.

## Publication originale
- González-Sponga, 2006 : « Arácnidos de Venezuela. El género Ananteris Thorell 1891, en Venezuela (Scorpionida: Buthidae). » Serie de libros arbitrados del Vicerrectorado de Investigación y Postgrado, UPEL, p. 1-223.